# Biopolis

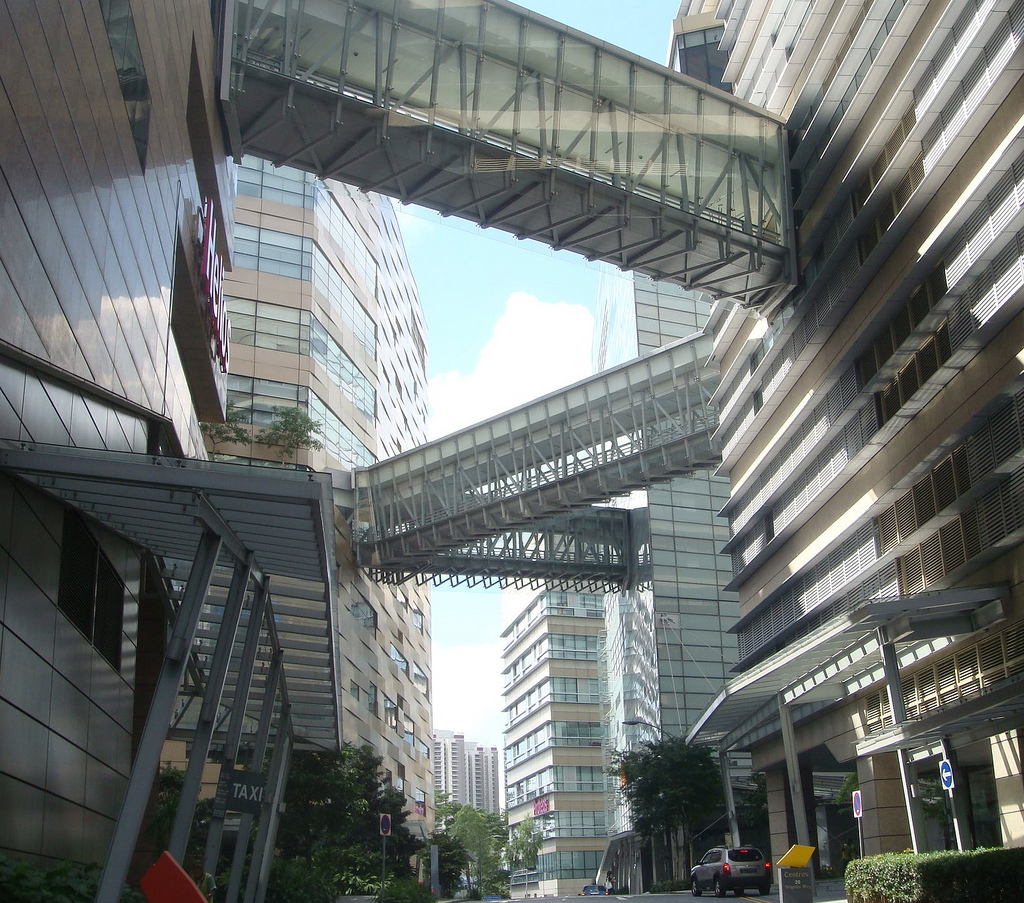

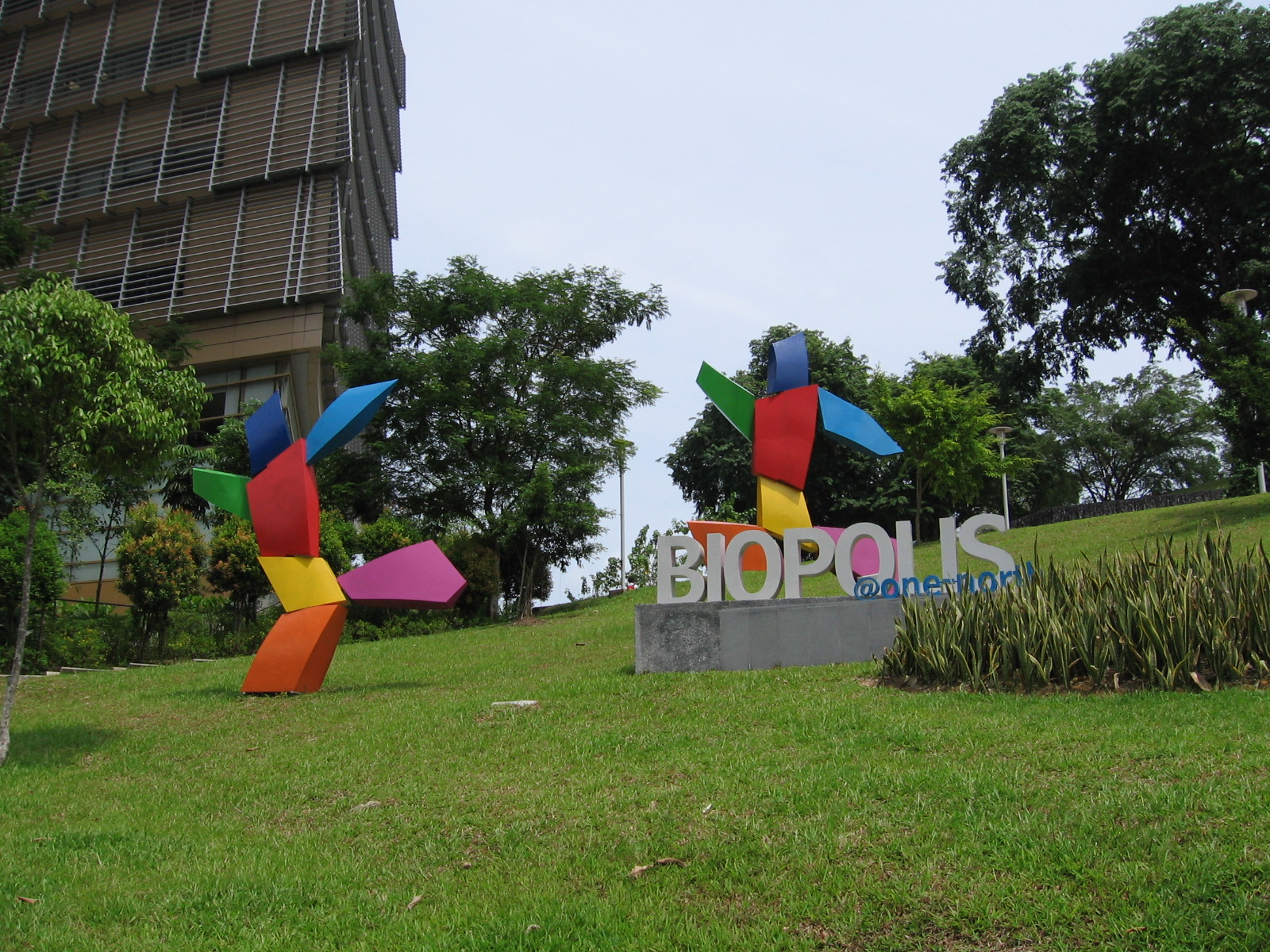
Biopolis En Buona Vista

Biopolis es un centro internacional de investigación y desarrollo localizado en Singapur destinado a las ciencias biomédicas. Está localizado en el Norte en la Buona Vista, cerca de Dover, y está cerca de la Universidad Nacional de Singapur, Politécnico Singapur , el Instituto de Educación Técnica, el Hospital de Universidad Nacional, el Parque de Ciencia de Singapur, el Ministerio de educación, ESSEC la Escuela del negocio, INSEAD la Escuela del negocio, y Fusionopolis.
Este campus es dedicado al suministro del espacio para actividades biomédicas de investigación y desarrollo y promoción de la revisión y la colaboración entre la comunidad científica privada y pública.

## Desarrollo

### Fase 1

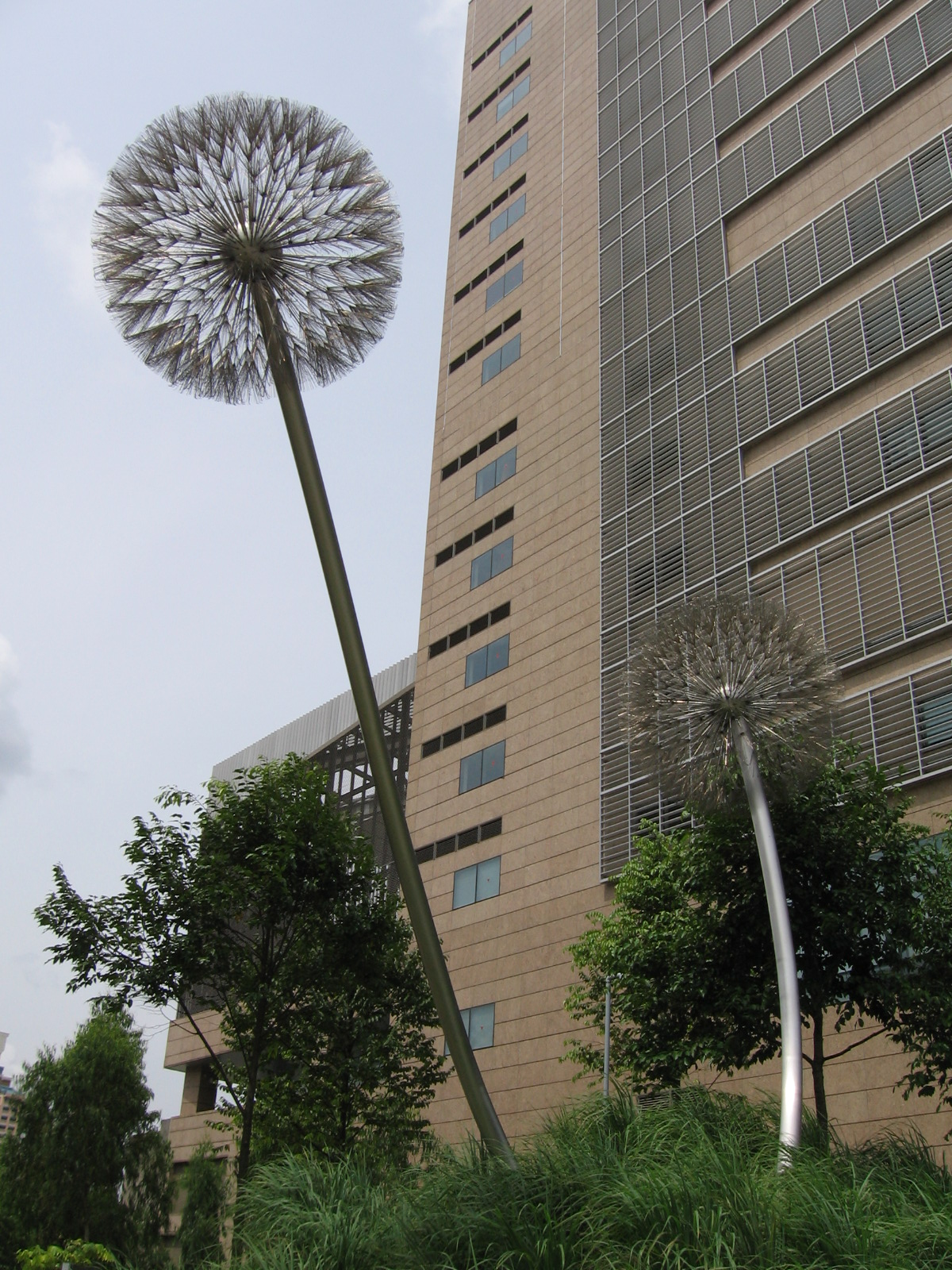
Escultura de diente de león en Biopolis

Está diseñada por la renombrada arquitecta mundial Zaha Hadid, tiene un área de 185,000 m ² (2, 000,000 de pies ²)la compleja estructura biomédica está constituida de siete edificios que fueron construidos en junio del 2003 a marzo de 2004 con un costo de $500 millones. Estos constructores son : Nanos, Genoma, Helios, Chromos, Proteos, Matriz y Centros. Varias agencias de gobierno e institutos de investigación fueron públicamente financiados y los laboratorios de investigación de empresas farmacéuticas y biotecnológicas son localizados allí.

### Fase Dos
La segunda fase fue completada en octubre del 2006, comprendiendo dos bloques, llamado Neuros e Immunos, que va a la investigación de neurociencia  e inmunología respectivamente El área es 37,000 m ² por 7 pisos y fue diseñado y construido por más de 18 meses con un costo $70 millones de dólares. La nueva adición aumenta al Biopolis una totalidad de 222,000 m ², o aproximadamente la mitad del tamaño de Suntec City.
- Biopolis Hoja de hecho

## Características

### Amenidades
Para el gran público, Biopolis tienen ocho tiendas, cuatro restaurantes, cuatro cafeterías, un tribunal 300 locales de alimentos, un restaurante de comida rápida, una publicación y un centro de cuidado de los niños.

### Función de Cuartos
Para sus miembros, Biopolis tiene un auditorio para 480 personas y cuatro teatros de conferencia de 250 personas cada uno. También cuenta con 13 salas de reuniones.

## Alojamiento
El Rochester es el complejo principal en la Vista Xchange en el norte. El complejo de empleo comprende residencias privadas, apartamentos con servicio, cuartos del hotel, instalaciones recreativas y áreas de venta al público
Residencias de un norte son otro proyecto completado residencial.

## Programa de artes de Bipolis

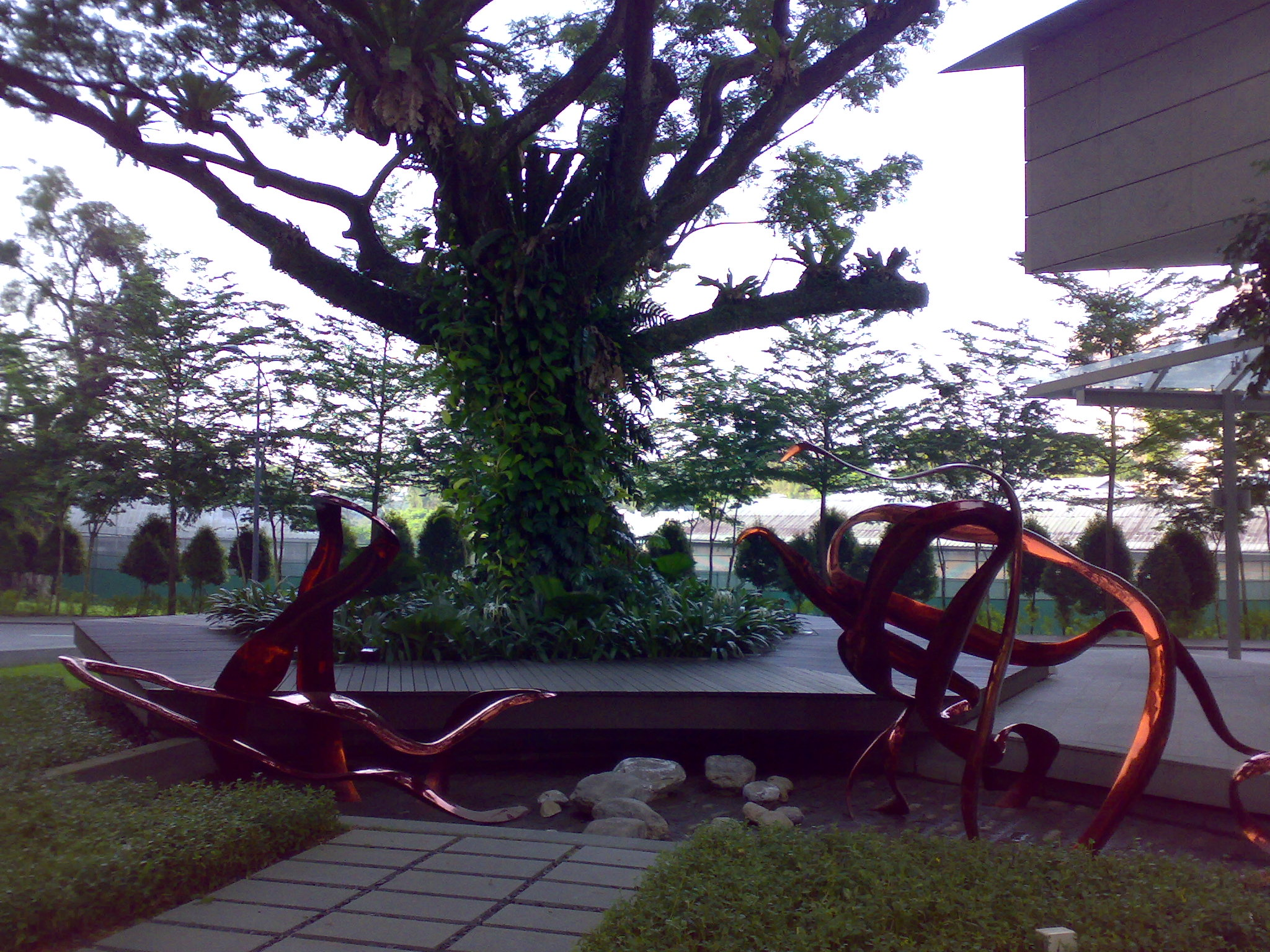
Una pieza de escultura en Biopolis

Una iniciativa del programa de artes fue el Grupo de Desarrollo (ODG) de Corporación JTC que lanzó las primeras Artes Biopolis el 14 de mayo de 2002. ODG apoya a nutrir a la comunidad de artes local y de ultramar, por vía del codesarrollo y a financiar los programas de arte. Apoyaran a todos los proyectos principales del desarrollo para contribuir hacia el financiamiento del material gráfico significativo in situ.